# Мальва (стадіон)
Стадіон «Мальва» — стадіон у Чернівцях, на якому проходять матчі дитячо-юнацьких турнірів, а також матчі міських та обласних змагань, матчі ветеранського та студентського чемпіонату, інколи і фінали суперкубка та кубка Чернівецької області. В 90-х роках на стадіоні не раз проводилися матчі кубка України. Для футбольного клубу «Буковина», стадіон є резервною домашньою ареною.

## Історія

### Передісторія
Припускають, що теперішній припрутський стадіон «Мальва», ще до встановлення радянської влади міг називатися: «Ян-Плац», який був збудований на початку серпня 1922 року (належав він німецькому спортивному товариству «Ян» та був представлений однойменний клуб). А урочисте його відкриття відбулося 20 травня 1923 року, а його місткість становила — 1 000 місць (400 — сидячих та 600 — стоячих). Протягом наступних років стадіон поступово розбудовувався. Рекорд відвідуваності стадіону було зафіксовано 31 серпня 1924 року в поєдинку між збірними міст Чернівці та Бухарест, який завершився з рахунком 2:1 — на цей матч прийшло подивитися 6 000 глядачів.

### Сучасна історія
В радянську епоху, назва стадіону змінилась — стадіон «Панчішного об'єднання» (в честь Панчішної фабрики Чернівців (Бавовняний комбінат, часів СРСР)), який теж розбудовувався та не раз реконструйовувався. Проте сучасної назви та вигляду споруда набула вже в незалежній Україні. Нині «Мальва» має статус другої арени Чернівців. Перший офіційний матч під егідою ФФУ відбувся на ньому 28 лютого 1992 року — кубковий поєдинок, в якому зустрілись «Буковина» (Чернівці) та «Азовець» (Маріуполь). Завершився він з рахунком 1:0 (в додатковий час) на користь господарів, а цей матч відвідало 3 000 глядачів. Також тривалий час, а саме на початку 90-х років XX століття цей стадіон був домашньою ареною для футбольного клубу «Лада» (Чернівці), який представляв підприємство «Лада Автосервіс» та виступав у третій лізі України.

## Загальна інформація
- Адміністративні і підтрибунні приміщення
- Поле: 105×68 м
- Трибуни: 2 500
- Міні-футбольний майданчик зі штучним покриттям: 24х15 м